# 박세웅 (1995년)
박세웅(朴世雄, 1995년 11월 30일~)은 대한민국의 야구 선수로 현재 KBO 리그의 팀인 롯데 자이언츠의 투수로 활동하고 있다.

## 선수 경력
경북고등학교 졸업 후 1차 지명을 받아 계약금 2억원의 조건으로 kt 위즈에 입단했다.
2015년 5월 2일 당시 kt 위즈 소속이었던 그와 안중열, 이성민, 조현우, 롯데 자이언츠 소속이었던 장성우, 하준호, 최대성, 윤여운, 이창진과 4:5 트레이드를 통해 롯데 자이언츠로 이적하였다.
7월 25일 KIA전에서 6이닝 1자책으로 데뷔 첫 승을 기록했다.
시즌 31경기에 등판해 2승 11패, 5점대 평균자책점을 기록했다.
2016년 전반기에 좋은 모습을 보였으나 후반에 힘이 떨어지며 두 자릿수 승을 거두는데 실패했다.
시즌 27경기에 등판해 7승 12패, 5점대 평균자책점을 기록했다.
2017년에는 데뷔 첫 두 자릿수 승을 달성했고, 평균자책점 전체 8위를 기록하며 팀의 가을 야구 진출을 이끌었다.
시즌 28경기에 등판해 12승(모두 선발) 6패, 3점대 평균자책점을 기록했다. 팀 소속 부산-경남 지역 고등학교 출신이 아닌 선수 중 두 자릿수 선발승을 기록한 건 2006년 이상목 이후 11년 만이었다.
시즌 후 제 1회 APBC 국가대표로 선출됐다.
2022년 10월 26일 5년 총액 90억원에 장기 계약을 체결했다.
한편, 롯데 이적 후 32번을 달아왔다가 롯데 이적 직전까지 착용한 21번으로 2022년부터 등번호를 교체했는데 이 등번호는 역대 저실점 완투경기를 모두 완봉승으로 거둔 투수 1위(박동희)(93년 4완투 4완봉) 2위(공동)(송승준)(2009년 3완투 3완봉) 당시 등번호였다.

## 개인사
동생은 KBO 리그 롯데 자이언츠의 투수인 박세진이다.

## 수상
- 2014년 한국야쿠르트 세븐 프로야구 퓨처스 리그 북부 리그 최다 승리 투수상
- 2014년 제 2회 플레이어스 초이스 어워드 퓨쳐스 투수상

## 출신 학교
- 대구경운초등학교
- 대구 경운중학교
- 경북고등학교

## 통산 기록
| 연도 | 팀명   | 평균자책점 | 경기 | 완투 | 완봉 | 승 | 패 | 세 | 홀 | 승률  | 타자 | 이닝  | 피안타 | 피홈런 | 볼넷 | 사구 | 탈삼진 | 실점 | 자책점 |
| ---- | ------ | ---------- | ---- | ---- | ---- | -- | -- | -- | -- | ----- | ---- | ----- | ------ | ------ | ---- | ---- | ------ | ---- | ------ |
| 2015 | 롯데   | 5.76       | 31   | 0    | 0    | 2  | 11 | 0  | 0  | 0.154 | 526  | 114   | 129    | 16     | 54   | 12   | 82     | 81   | 73     |
| 2016 | 롯데   | 5.76       | 27   | 0    | 0    | 7  | 12 | 0  | 0  | 0.368 | 627  | 139   | 160    | 17     | 62   | 6    | 133    | 97   | 89     |
| 2017 | 롯데   | 3.68       | 28   | 0    | 0    | 12 | 6  | 0  | 0  | 0.667 | 725  | 171⅓  | 170    | 21     | 56   | 9    | 117    | 74   | 70     |
| 2018 | 롯데   | 9.92       | 14   | 0    | 0    | 1  | 5  | 0  | 0  | 0.167 | 258  | 49    | 83     | 10     | 29   | 4    | 40     | 54   | 54     |
| 2019 | 롯데   | 4.20       | 12   | 0    | 0    | 3  | 6  | 0  | 0  | 0.333 | 263  | 60    | 66     | 3      | 23   | 0    | 44     | 33   | 28     |
| 2020 | 롯데   | 4.70       | 28   | 0    | 0    | 8  | 10 | 0  | 0  | 0.444 | 658  | 147⅓  | 177    | 20     | 47   | 8    | 108    | 85   | 77     |
| 2021 | 롯데   | 3.98       | 28   | 1    | 1    | 10 | 9  | 0  | 0  | 0.526 | 685  | 163   | 141    | 20     | 53   | 10   | 125    | 75   | 72     |
| 2022 | 롯데   | 3.89       | 28   | 0    | 0    | 10 | 11 | 0  | 0  | 0.476 | 679  | 157⅓  | 179    | 8      | 32   | 8    | 146    | 80   | 16     |
| 2023 | 롯데   | 3.45       | 27   | 0    | 0    | 9  | 7  | 0  | 0  | 0.563 | 657  | 154   | 145    | 8      | 59   | 4    | 129    | 70   | 59     |
| 2024 | 롯데   | 4.79       | 30   | 0    | 0    | 6  | 11 | 0  | 0  | 0.353 | 759  | 173⅓  | 188    | 13     | 56   | 11   | 124    | 103  | 92     |
| 통산 | 10시즌 | 4.62       | 253  | 1    | 1    | 68 | 88 | 0  | 0  | 0.446 | 5837 | 1328⅓ | 1438   | 136    | 471  | 72   | 1048   | 752  | 682    |